# Brittany Underwood
Brittany Underwood (Mountain Lakes, Nueva Jersey; 6 de julio de 1988) es una actriz y cantante estaounidense, conocida por sus papeles en las series de televisión One Life to Live y Hollywood Heights como Langston Wilde y Loren Tate, respectivamente.

## Primeros años
Underwood nació el 6 de julio de 1988 en Mountain Lakes, Nueva Jersey. Su madre es colombiana y su padre es estadounidense de ascendencia inglesa. Tiene una hermana mayor llamada Brigitte. Habla español con fluidez y es cinturón negro en Taekwondo. Asistió a la escuela secundaria Mountain Lakes.
En una entrevista con Soapnet en 2010, Underwood dijo que actualmente asistía a la Universidad Manhattanville en Purchase, Nueva York. En la universidad, investigó neurociencia y enfermedades como el Alzheimer y el Parkinson.

## Carrera
Su primer papel televisivo fue en 2005 en un episodio de La Ley y el Orden: Unidad de Víctimas Especiales. Más tarde audicionó para el papel principal en la serie Hannah Montana de Disney Channel, pero el papel terminó siendo para Miley Cyrus.
Underwood interpretó a Langston Wilde en la serie de televisión de ABC Daytime, One Life to Live entre 2006 y 2012, un papel que ella originó. En 2012 interpretó a Loren Tate en la serie de televisión de Nick at Nite / TeenNick, Hollywood Heights. Ella interpretó varias canciones en ambas series.
Underwood comenzó oficialmente su carrera como cantante en 2012. El 18 de diciembre de 2012, lanzó un sencillo llamado «Flow». Otras canciones como «Pull Me in Again», «Black Widow», «California Wild», «Love Me Now or Let Me Go», «Shine» y «High Heels High Hopes» están en su EP en iTunes y YouTube. En 2015, lanzó un sencillo titulado «Not Yet».
En 2014, Underwood protagonizó la película para televisión Death Clique.

## Filmografía
| Cine | Cine                        | Cine            | Cine                                                             |
| Año  | Título                      | Rol             | Notas                                                            |
| ---- | --------------------------- | --------------- | ---------------------------------------------------------------- |
| 2016 | The Dark Tapes              | Amanda Courtney | Segmento: «Amanda's Revenge»                                     |
| 2017 | It Happened One Valentine's | Carson Pete     | Película directa a vídeo; también conocida como Love Exclusively |
| 2019 | 2nd Chance for Christmas    | Chance Love     | Película directa a vídeo                                         |
| 2021 | Assault on va-33            | Vee             |                                                                  |

| Televisión | Televisión                        | Televisión            | Televisión                                                                    |
| Año        | Título                            | Rol                   | Notas                                                                         |
| ---------- | --------------------------------- | --------------------- | ----------------------------------------------------------------------------- |
| 2005       | Law & Order: Special Victims Unit | Kelly Brown           | Episodio: «Demons»                                                            |
| 2006–2012  | One Life to Live                  | Langston Wilde        | Elenco principal (442 episodios)                                              |
| 2011       | The Big C                         | Greta                 | Episodio: «The Little c»                                                      |
| 2012       | Game Change                       | Willow Palin          | Película para televisión                                                      |
| 2012       | Hollywood Heights                 | Loren Tate            | Elenco principal (78 episodios)                                               |
| 2012       | Major Crimes                      | Sydney                | Episodio: «Do Not Disturb»                                                    |
| 2014       | The Goldbergs                     | Jill Rubin            | Episodio: «Shall We Play a Game?»                                             |
| 2014       | Death Clique                      | Jade Thompson         | Película para televisión                                                      |
| 2014–2015  | Youthful Daze                     | Sheila Edmundson      | Serie web (50 episodios); también productora ejecutiva                        |
| 2015       | Merry Kissmas                     | Kim                   | Película para televisión                                                      |
| 2015–2020  | The Bay                           | Riley Henderson       | Serie web; Elenco recurrente (Temporada 1), Elenco principal (Temporadas 2–6) |
| 2016       | Hidden Truth                      | Natalie               | Película para televisión                                                      |
| 2016       | Backstabbed                       | Shelby Wilson         | Película para televisión                                                      |
| 2016       | Love on the Vines                 | Amelia                | Película para televisión                                                      |
| 2017       | A Wedding To Die For              | Helena                | Película para televisión                                                      |
| 2017       | The Bachelor Next Door            | Sage                  | Película para televisión                                                      |
| 2018       | Babysitter's Nightmare            | Daphne Hart           | Película para televisión                                                      |
| 2020       | World's Funniest Animals          | Ella misma (invitada) | Episodio: «105»                                                               |
| 2020       | Secrets in the Woods              | Sandra                | Película para televisión; originalmente titulada Off the Grid                 |
| 2020       | Dying for A Daughter              | Margaret              | Película para televisión                                                      |
| 2021       | Fatal Fiancé                      | Leah                  | Película para televisión; originalmente titulada A Deadly Bridenapping        |
| 2021       | The Killer in My Backyard         | Allyson               | Película para televisión                                                      |
| 2022       | A Prince and Pauper Christmas     | Sydney                | Película para televisión                                                      |
| 2023       | Love's Playlist                   | Turnley               | Película para televisión                                                      |
| 2023       | 12 Dares of Christmas             | Elara                 | Película para televisión                                                      |
| 2023       | A Royal Christmas Holiday         | Katie                 | Película para televisión                                                      |

## Discografía
- Brittany Underwood (2013)